# Théâtre expérimental de Cali
Le Teatro Experimental de Cali est un théâtre fondé en 1955 par Enrique Buenaventura dans la ville de Cali, en Colombie. Il est actuellement dirigé par Jacqueline Vidal.